# داريوس هيل
داريوس هيل (بالإنجليزية: Darius Hill)‏ هو لاعب كرة قدم أمريكية أمريكي، ولد في 26 أغسطس 1985.

## وصلات خارجية
- داريوس هيل على موقع مرجع كرة القدم المحترفة.كوم (الإنجليزية)